# Pedro Pablo Treviño Villarreal
Pedro Pablo Treviño Villarreal (Monterrey, Nuevo León, México; 13 de junio de 1972) es un abogado y político mexicano. Actualmente es diputado federal de Nuevo León en la LXIV Legislatura del Congreso de la Unión. Fue presidente del Comité Directivo Estatal del Partido Revolucionario Institucional (PRI) en Nuevo León. Fue Secretario del Trabajo del Estado de Nuevo León de 2010 a 2012. diputado federal para el período 2012 - 2015 por el XII Distrito Federal de Nuevo León en la LXII Legislatura del Congreso de la Unión donde fue presidente de la Comisión de Presupuesto y Cuenta Pública.
Fungió como director general de la Lotería Nacional y Pronósticos para la Asistencia Pública del 23 de septiembre de 2015 al 1 de septiembre de 2017

## Educación y vida personal
Es Licenciado en Derecho y Ciencias Sociales por la Universidad Autónoma de Nuevo León. En 2001 obtuvo su maestría de Administración Pública en la Universidad de Colorado y en  2002 la maestría en Derecho Internacional en la Universidad de Denver. Así mismo, cuenta con diversos diplomados en Función Gerencial de la Administración Pública por el Instituto Tecnológico Autónomo de México en la Ciudad de México; y Administración de Empresas por la Universidad Rice en Houston, Texas.
En 2005 fue becado por la Embajada de los Estados Unidos en México para realizar el Diplomado en Competitividad Norteamericana y el Reto Asiático en el Instituto de las Américas en California; ese mismo año cursó el Diplomado de “Los Desafíos del Futuro de México: Estrategias de Liderazgo y Desempeño” en la Escuela de Gobierno John F. Kennedy de la Universidad de Harvard en Massachusetts.

## Actividad partidista
En 1990 ingresó al Partido Revolucionario Institucional donde se desempeñó como dirigente, coordinador y secretario de Capacitación Política en Comités Municipales de la Juventud Popular Revolucionaria, organización juvenil de la Confederación Nacional de Organizaciones Populares (CNOP).
En dos ocasiones ha sido candidato del PRI a un puesto de elección popular, la primera en 2006 cuando buscó ser diputado federal por el VI Distrito Federal de Nuevo León, y la segunda en las elecciones federales de 2012 cuando fue postulado como candidato a diputado federal de la coalición Compromiso por México integrada por el Partido Revolucionario Institucional y el Partido Verde por el XII Distrito Federal de Nuevo León.
Durante 2003 fungió como secretario técnico del Consejo de Desarrollo Social de la campaña del entonces candidato y futuro gobernador José Natividad González Parás. De igual modo, en 2009 fue coordinador de Relaciones Interinstitucionales de la campaña del candidato, exgobernador del Estado de Nuevo León, Rodrigo Medina de la Cruz.

## Carrera profesional

### Sector privado
En el sector privado se ha desempeñado como asesor legal en Quintero & Quintero Abogados, asistente vicepresidente de Finanzas de Bancomer Transfers Services, abogado especialista en Transacciones en México y Latinoamérica en Holland & Hart y abogado internacional de Vitro Corporativo.

### Administración Pública
Dentro del sector público fue secretario particular del director general de la Lotería Nacional para la Asistencia Pública de 1996 a 1997, subsecretario de Industria y Comercio del Gobierno del Estado de Nuevo León de 2003 a 2006 y director general de la Corporación para el Desarrollo de la Zona Fronteriza de Nuevo León del Gobierno del Estado de 2006 a 2009.
El 20 de julio de 2010 el gobernador  electo Rodrigo Medina de la Cruz lo nombró secretario del Trabajo del Gobierno del Estado de Nuevo León, cargo que desempeñó hasta febrero de 2012.

## Cargos de elección popular

### LXII Legislatura del Congreso de la Unión
En las elecciones federales de 2012 resultó elegido como diputado Federal por el XII Distrito Federal de Nuevo León por lo que el 6 de julio de ese mismo año recibió del Instituto Federal Electoral la constancia de mayoría que lo acredita como diputado federal electo al obtener 126 mil 069 votos (46.01% de la votación emitida), y que lo convierte en el candidato a diputado federal con mayor número de votos recibidos a nivel nacional.
El 29 de agosto tomó protesta como diputado federal de la LXII Legislatura del Congreso de la Unión. Fue presidente de la Comisión de Presupuesto y Cuenta Pública e integrante de las comisiones de Asuntos Frontera Norte, de Competitividad, y Especial de la Industria Manufacturera y Maquiladora de Exportación.
Adicionalmente fue vicepresidente del Grupo de Amistad México - Francia e integrante del Grupo de Amistad México - Japón de la Cámara de Diputados.